# Копыльцов, Степан Алексеевич
Степан Алексеевич Копыльцов (род. 31 марта 2004, Череповец, Вологодская область) — российский хоккеист, нападающий.

## Биография
Воспитанник череповецкой «Северстали» с семи лет, в сезоне 2021/22 провёл 38 матчей за «Металлург» в НМХЛ, в сезонах 2022/23 — 2023/24 играл за «Алмаз» в МХЛ. С сезона 2024/25 — игрок команды ВХЛ «Дизель», 25 ноября 2024 года в домашнем матче с «Салаватом Юлаевым» (0:2) дебютировал в КХЛ.